# Клайн, Т. Э. Д.
Теодор (Эйбон) Дональд Кляйн (англ. Theodore "Eibon" Donald Klein, родился 15 июля 1947 года) — американский писатель

 в жанре ужасов, критик и редактор.
Кляйн опубликовал очень мало работ, но все они получили положительные отзывы благодаря тщательному построению и тонкому использованию элементов ужасов. Критик С. Т. Джоши пишет: «За почти 25 лет писательской деятельности на счету Кляйна всего две книги и несколько разрозненных рассказов, и все же его достижения гигантски возвышаются над достижениями его более плодовитых современников».

## Биография
Кляйн родился и сейчас живет в Нью-Йорке. Учился в Университете Брауна, где написал с отличием диссертацию о творчестве Г.Ф. Лавкрафта для школьной газеты «The Brown Daily Herald». Окончил Phi Beta Kappa в 1969 году. В 1970-х годах изучал историю кино в Колумбийском университете. Кляйн писал короткие художественные и научно-популярные произведения, а также работал читателем сценариев для Paramount Pictures.
В 1975 году Кляйн вместе с несколькими другими авторами выдвинул идею Всемирной конвенции фэнтези. Первый такой конгресс был проведен в Провиденс, штат Род-Айленд, в честь жизни и творчества Лавкрафта. Рассказ Кляйна «События на ферме Порот» был номинирован на премию «Лучший короткометражный рассказ» на съезде. Этот рассказ был перепечатана в журнале Гаана Уилсона «First World Fantasy Awards» (Doubleday, 1977, стр. 97–135), а также в «American Fantastic Tales: Terror and the Uncanny from Poe to Now», под редакцией Питера Штрауба. 
Кляйн был редактором журнала «Twilight Zone« с момента его создания в 1981 по 1985 год, а с 1991 по 1993 год работал редактором недолговечного бульварного журнала «CrimeBeat». Он также преподавал английский язык в нью-йоркском колледже Джона Джея. Давний сторонник защиты прав животных.
Кляйн добавил к своему имени «Эйбон» — отсылку к гиперборейскому волшебнику Кларка Эштона Смита — чтобы, когда он использовал свои инициалы в своей подписи, а-ля Лавкрафт или М. Р. Джеймс, они писали его прозвище «ТЕД» (ТЭД младший).
Кляйн обвинил в своем ограниченном объеме художественной литературы писательский кризис. В книге «Лица страха» (1985) он написал, что боролся над романом «Церемонии» более пяти лет, прежде чем, наконец, закончил его, добавив: «Я один из тех людей, которые сделают все, чтобы не писать. Всё что угодно!».
3 ноября 1995 года Кляйн присутствовал на похоронной церемонии Фрэнка Белнэп Лонга, на кладбище Вудлон.

## Творчество
Кляйн привлек внимание рассказом «События на ферме Порот» (1972), в котором преподаватель колледжа, изолированный в сельской местности и читающий литературу ужасов, понимает, что вокруг происходит нечто сверхъестественное. Рассказчик сопоставляет происходящее с работами Чарльза Роберта Мэтьюрина, Энн Рэдклифф, «Монаха» Льюиса, Шеридана Ле Фаню, Брэма Стокера, Алистера Кроули и Ширли Джексон. 
В 1984 году Кляйн опубликовал роман «Церемонии», в котором используется тот же основной сюжет, что и в повести, но с более широким размахом; на этот раз угроза угрожает не одному человеку, а всему миру. «Церемонии» развивают некоторые загадки рассказа Артура Мейчена «Белые люди» и названы «современной классикой» в эссе Томаса Ф. Монтелеоне в его книге «Ужасы: 100 лучших книг». Стивен Кинг описал «Церемонии» как «Чудесный, захватывающий, тревожный, полный напряжения и чувства глубокой задумчивой тайны», и заявил «самый захватывающий роман в этой области со времен "Истории о привидениях" Штрауба». Переработанное издание было опубликовано PS Publishing в 2017 году.
Второй роман, «Ночной город», был анонсирован Кляйном вскоре после этого и описан им как «параноидальный роман ужасов, действие которого происходит в Нью-Йорке», но с тех пор он так и не появился.
В 1985 году Кляйн опубликовала сборник «Тёмные боги», в который вошли четыре новеллы: «Дети королевства», «Пити», «Бог Надельмана» и «Чёрный человек с рогом» (в котором он упоминает Чо-Чо Августа Дерлета). Последняя из этих новелл была впервые опубликована в этом сборнике.
В 1993 году Кляйн вместе с итальянским кинорежиссером Дарио Ардженто написал сценарий к джалло-фильму «Травма», также известному как «Травма Дарио Ардженто».
Его ранее неопубликованный рассказ «Растущие Твари» вошел в сборник «999» 1999 года.
Кляйн написал два критических эссе о сверхъестественной фантастике: «Путеводитель по историям о привидениях доктора Ван Хельсинга» (1981), серию статей для журнала «Twilight Zone magazine»; и « Raising Goosebumps for Fun and Profit» (1988), первоначально написанные для «Writer's Digest». Как критик, Кляйн оказал влияние на раннюю карьеру Рэмси Кэмпбелла, опубликовав обширный обзор его работ в «Демоны при дневном свете», который был опубликован в журнале «Nyctalops».
В 2019 году издательство «Hippocampus Press» опубликовало сборник различных эссе и статей Кляйна под названием «Провидение после наступления темноты и другие сочинения» (под редакцией С.Т. Джоши).

## Награды
Повесть «Бог Надельмана» получила в 1986 году Всемирную премию фэнтези как лучшая повесть. В 2012 году Кляйн получил награду Великого магистра Всемирной конвенции ужасов.